# Softwaresynthesizer

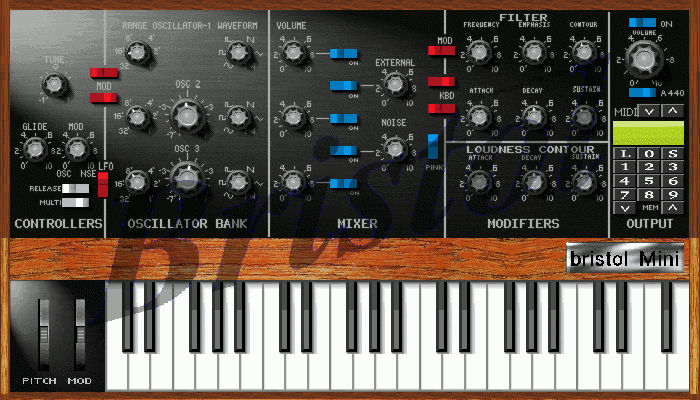
Bristol Mini soft-synth

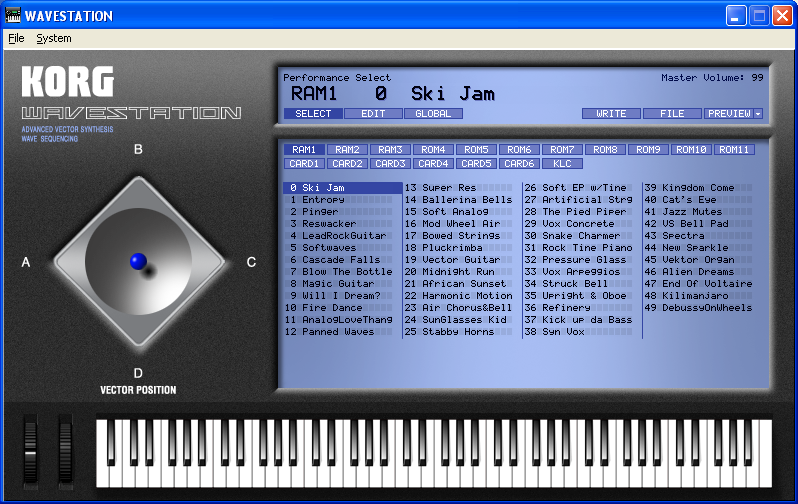
Korg Wavestation

Een softwaresynthesizer of soft-synth is een zogenaamde synthesizer-emulator: computersoftware die een synthesizer kan simuleren op een computer.
De opkomst van meer processorkracht in computers heeft tot een sterke opmars van de soft-synth geleid, evenals de grotere mogelijkheden en verbeterde klanken. Soft-synths zijn goedkoper en mobieler dan hardware soundmodules, en kunnen optimaal gebruikmaken van het beeldscherm.
Softwaresynthesizers zijn er in verschillende soorten en maten. Ze kunnen worden gebruikt als stand-alone applicatie maar zijn meestal een zogenaamde plug-in (bijvoorbeeld in het VST formaat) die gebruikt wordt aan een software sequencing-pakket zoals Cubase of Logic.
De werking is nagenoeg hetzelfde als een hardware synthesizer. Verschil is dat soft-synths een CVE nodig hebben (in de vorm van een computer) die krachtig genoeg is om het geluid uit te rekenen. Als de computer niet krachtig genoeg is kan het geluid bijvoorbeeld 'haperen' of achterlopen (latency). Dit zal bij een hardware-synth niet zo snel het geval zijn omdat de apparatuur dan gemaakt is voor één afgebakende taak, namelijk het produceren van het geluid. Ander verschil is dat bij de soft-synth de geluiden bewerkt en opgeslagen worden op de computer zelf.
Men kan aan de computer een extern keyboard of MIDI-controller koppelen om op die manier de geluiden af te spelen en parameters te veranderen.

## Voor- en nadelen
Als voordeel van soft-synths wordt de grote mate van flexibiliteit genoemd. Een soft-synth kan op elk moment aan elk muziekspoor worden toegewezen. Men kan het grotere beeldscherm van de pc gebruiken, en de veroudering en defecten aan een fysiek apparaat is niet aanwezig. Het nadeel kan zijn dat de klanken niet altijd even realistisch klinken als het origineel, er geen fysieke interactie is met de knoppen, en dat updates kunnen leiden tot incompatibiliteit.

## Nagemaakte synthesizers
Er worden ondertussen een groot aantal populaire hardware-synthesizers die uit productie zijn geëmuleerd in de vorm van een soft-synth. De emulatie omvat vaak ook afbeeldingen van de originele hardware, zoals knoppen en display. Er zijn emulators die de originele patches van het originele instrument kunnen importeren. Populaire synthesizers zoals de Minimoog, Yamaha DX7, Korg M1, Roland D-50, Prophet 5, Oberheim OB-X, Roland Jupiter-8, ARP 2600, Korg Wavestation, en vele andere klassiekers zijn nagemaakt als softwaresynthesizer.

## Producenten
Enkele bekende producenten van softwarematige synthesizers zijn:
- Arturia
- fxpansion
- GForce
- Image Line
- Linplug
- Native Instruments
- Propellerhead

- reFX
- Sonic Reality
- Spectrasonics
- Steinberg
- Synapse
- Virsyn